# 택풍당 및 택당 이식 선생 묘
택풍당 및 택당 이식 선생 묘는 대한민국 경기도 양평군 양동면 쌍학리에 있다. 1986년 5월 30일 양평군의 향토유적 제16호로 지정되었다.

## 개요
조선중기의 문신이었던 이식(李植, 1584~1647) 선생이 제자와 자손들의 교육을 지도하고 학문연구를 위해 광해군 11년(1619)에 건립한 것을 근년에 종중에서 보수하여 현재에 이르고 있다. 2층 누각형식의 특이한 건물로써 팔작지붕에 겹쳐마 형식의 지붕이다. 정면 3칸, 측면 3칸으로 각 변 4.6m의 건물로, 2층 누에는 외각 1칸의 툇마루를 달았다.